# Alfabetização midiática
A Alfabetização Midiática e Informacional (AMI) tem como objetivo desenvolver conhecimentos, habilidades e atitudes necessárias para as pessoas entenderem o papel e as funções da mídia e provedores de informação nas sociedades democráticas, entenderem a condição sob a qual a mídia pode exercer suas funções e fazerem uma avaliação de forma crítica sobre os conteúdos e serviços fornecidos. Com a alfabetização midiática, pretende-se que as pessoas desenvolvam uma compreensão fundamentada e crítica da natureza dos meios de comunicação, as técnicas que utilizam e os efeitos que essas técnicas produzem. Mais especificamente, trata-se de uma educação que visa aumentar a compreensão e o aproveitamento dos alunos ao estudar como os meios de comunicação funcionam, como eles criam significado, como são organizados e como eles constroem sua própria realidade. A alfabetização midiática também visa desenvolver nos alunos a capacidade de criar produtos de mídia.
A UNESCO, pioneira em ações para a promoção da alfabetização midiática ao redor do mundo, defende a integração da educação em mídia e da Alfabetização Informacional, formando o conceito de Alfabetização Midiática e Informacional, definido como a capacidade do pensamento crítico para receber e elaborar produtos de mídia. Isto implica conhecimento de valores pessoais e sociais e das responsabilidades derivadas do uso ético da informação, bem como a participação no diálogo cultural e a preservação da autonomia em um contexto com possíveis e dificilmente detectáveis ameaças à autonomia. A alfabetização midiática e informacional se concentra em cinco possíveis competências básicas: compreensão, pensamento crítico, criatividade, consciência intercultural e cidadania. Muitos pesquisadores e estudantes universitários consideram importante conhecer os riscos da Internet e da mídia, seu uso responsável e as possibilidades de acessar e fazer uso da informação de forma pessoal, social e profissional.
Em consonância com o que preconiza a UNESCO, destacam-se as pesquisas realizadas no âmbito da Universidade Federal do Rio Grande do Sul, por meio do Grupo de Pesquisa LEIA: Leitura, Informação e Acessibilidade, da Fabico/UFRGS. Dentre os produtos desenvolvidos, a partir dos estudos realizados, pode-se citar a Cartilha para a Promoção da Alfabetização Midiática e Informacional (AMI) para a Saúde. Esta cartilha tem por objetivo contribuir para a que as pessoas desenvolvam competências para selecionar e utilizar a informação e as mídias com qualidade e pensamento crítico para a promoção da saúde.
Um exemplo de projeto desenvolvido no âmbito da Alfabetização Midiática e Informacional é a Rádio Educativa Federal FM, do Instituto Federal de Educação, Ciência e Tecnologia do Sul de Minas (IFSULDEMINAS), campus Passos. Toda a programação e gestão da emissora são desenvolvidas pelos próprios estudantes do ensino médio, superior e da pós-graduação. A rádio tem programas de análises de filmes, história sobre o cinema brasileiro, de difusão da ciência e noticiário. O IFSULDEMINAS em Passos também dispõe de um curso de Mídias e Educação concebido a partir da proposta da Unesco de Media Information and Literacy e construído a partir do estudo "Alfabetização Midiática e Informacional: currículo para a formação de professores". Todos os estudantes estão envolvidos permanentemente no processo de criação e recriação dos conteúdos da emissora.